# Кечкеш Бейла
Бейла Кечкеш народився 7 серпня 1941 року в селі Шом, в родині фермера.
Він спробував свої сили у написанні віршів ще в школі. Свої перші вірші, написані олівцем у картатих зошитах, уже відомий селянський поет відніс до редакції «Vörös Zászló» (попередника Beregi Hírlap), сказавши, що вважає молодого Бейлу Кечкеша талановитим і пророкує йому велике майбутнє. Калман Шюто не помилився: Бейла Кечкеш за короткий час став відомим поетом, його вірші з середини 1950-х років постійно публікувалися на літературних сторінках районної газети, а потім і в альманасі Carpátok (Ungvár, 1958).

## Біографія
Закінчив середню школу в Косонь. Після закінчення деякий час працював бібліотекарем у Бадалові, а потім з 1961 року став учителем історії в початковій школі сусіднього з рідним селом села Попово. У 1967 році закінчив історичний факультет Ужгородського державного університету. Він заснував краєзнавчо-етнографічний музей, який діє досі в початковій школі Попово.
Його перший том під назвою Izzó parazsak був опублікований у 1963 році у видавництві Kárpáti Kiadó в Ungvár.
Він є співавтором книжки віршів «Найпрекрасніший ранок очікування», яка вийшла друком у 1972 році, а потім майже всіх антологій, виданих у Ungvár із середини 1980-х років.
Його поетична кар'єра не була безперервною. Був період кількох років, коли він взагалі не публікувався, лише писав у шухляду столу. Через зростання байдужості в суспільстві він вважав, що його вірші не потрібні. На щастя, під впливом своїх колег-поетів і вчительки Гізелли Дравай він подолав свої хибні погляди й знову взявся за перо.
У 1992 році Galéria Kiadó опублікувала його вірші. У 1994 році в тому ж видавництві вийшла книга Bogárbál, до якої включено дитячі вірші, рекомендовані онуком Георгієм.
У своїх віршах Бейла Кечкеш, окрім того, що показує зміни в природі, берегівському краєвиді та рідному селі, торкається світових проблем і хвилювань, є одним із найвидатніших представників нового покоління письменників, що з'явилося у 1960-ті роки.
Помер 22 січня 1997 року. Пам'ять про народженого в Шомі поета і вчителя зберігає табличка, встановлена на стіні початкової школи Papi у 2006 році MÉKK і Együtt Bárati Köre. У 2006 році в його рідному селі був відкритий Меморіальний музей шомської літератури. У початковій школі Шом  вже стало традицією вшановувати пам'ять відомих уродженців села в День поезії та щорічно організовувати конкурс декламаторів, де абітурієнти виконують вірші Бейли Кечеша та Калмана Шюто.